# Festung Dailly

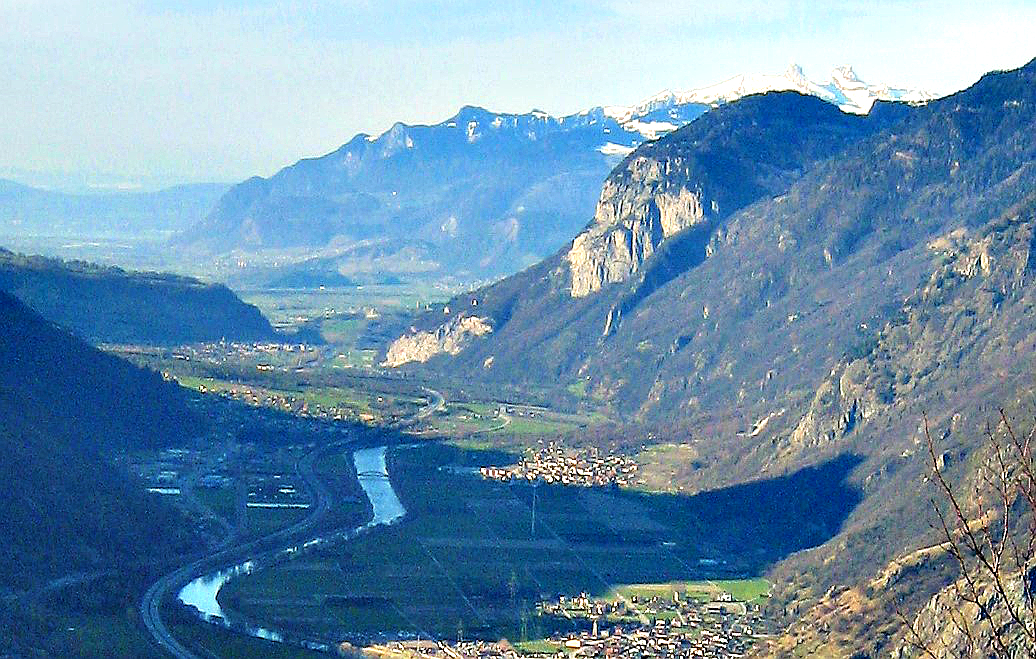
Festung Dailly rechts über der Felswand

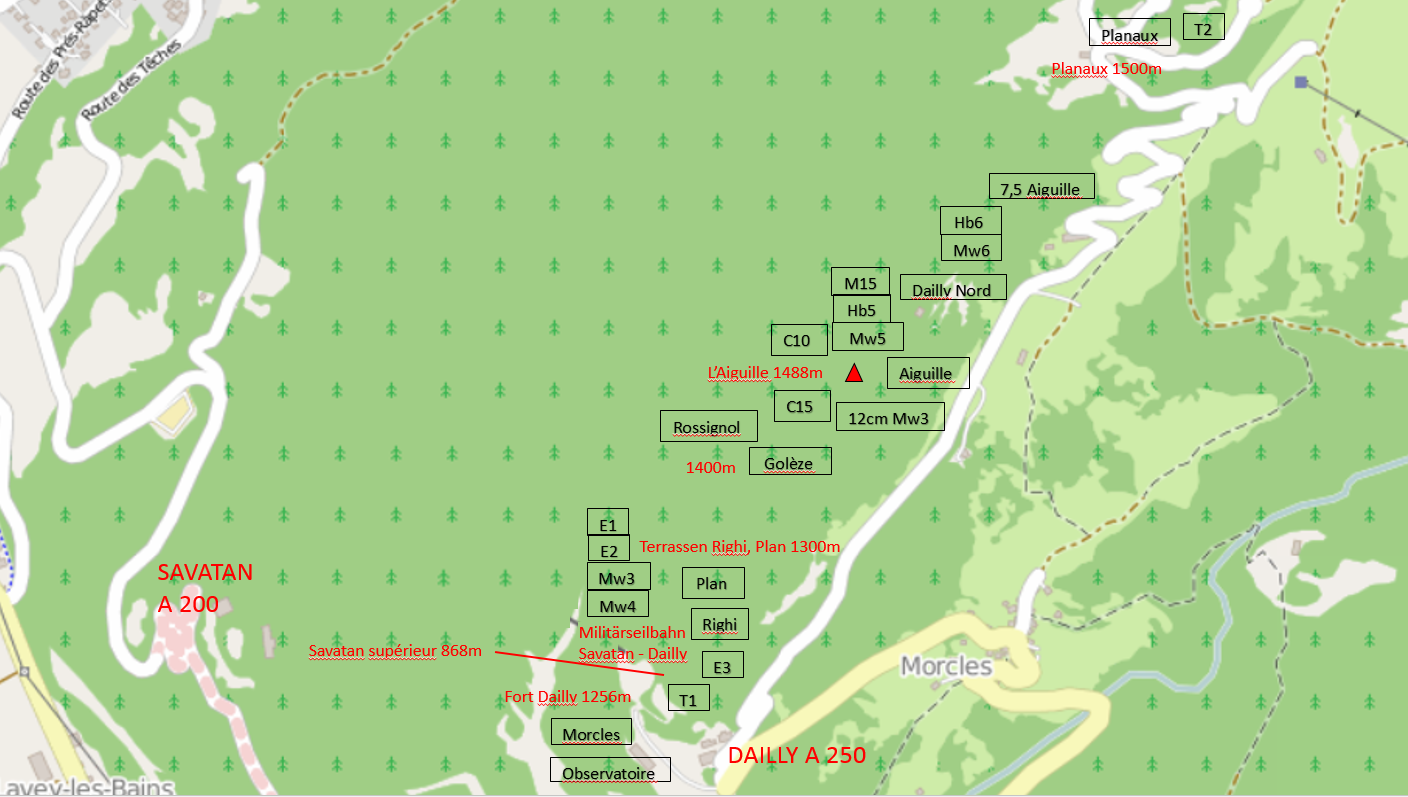
Standorte der Batterien in Dailly von 1894 bis 1990

Die Festung Dailly (Armeebezeichnung «Savatan» A 200, «Dailly» A 250) liegt auf dem Gemeindegebiet von Lavey-Morcles im Bezirk Aigle, Kanton Waadt und auf der rechten Seite des Rhonetals gegenüber Saint-Maurice VS in der Schweiz. Der Komplex von Savatan-Dailly-Aiguille war eines der grössten Artilleriewerke der Schweizer Armee und ist aufgrund seiner unterirdischen Ausbreitung mit Gängen von fast 25 km Gesamtlänge, die Unterkünfte, Kommandoposten und Dutzende Geschütze in Türmen und Kasematten verbinden, einzigartig. Die Festung Cindey und Fort du Scex auf der gegenüberliegenden Talseite bildeten das Flankierwerk zu Dailly und Savatan.
Der Festungbau begann 1892 und umfasst die ganze Periode des neuzeitlichen Schweizer Festungsbaus und der Festungswaffenkonstruktion, die letzte Modernisierung erfolgte 1990. Sie wurde 1995 als Artilleriewerk aufgegeben, als Ausbildungsplatz weiterverwendet und 2003 stillgelegt.

## Geschichte
Das Festungsgebiet Saint-Maurice liegt am Nordportal der Alpentransversale mit direkter Verbindung zwischen Frankreich (Franche-Comté) und Italien (Piemont). Die Engnis von Saint-Maurice wurde im 15. Jahrhundert befestigt (Schloss Saint-Maurice). Später kamen tiefer gestaffelte und in die Höhe verlegte Befestigungen dazu, die im 20. Jahrhundert vom Genfersee bis zum Grossen Sankt Bernhard und zum Simplonpass reichten und aus mehreren Hundert Festungen und Bunker bestanden.
Auf der Saint-Maurice gegenüberliegenden Talseite wurden die Artilleriewerke Dailly und Savatan zwischen 1892 und 1910 zu einer Festung mit 34 Rohren (Kaliber 5,3 bis 15 cm) und über 15 unterirdischen Kasernen ausgebaut. Bis 1990 wurde ein kontinuierliches Festungsbauprogramm durchgeführt, was zum vielfältigsten Arsenal an Festungswaffen in der Schweiz führte.
Am 28. Mai 1946 wurde ein grosser Teil des Forts Dailly durch die Explosion von drei Munitionsmagazinen mit 449 Tonnen Munition zerstört und musste ab 1948 fast komplett wieder aufgebaut werden. Die 286 in der Festung anwesenden Soldaten übernachteten zufällig ausserhalb und blieben unversehrt, während zehn Arbeiter, die in dieser Nacht mit Reparaturarbeiten beschäftigt waren, den Tod mehrheitlich durch Gasvergiftung fanden. Betroffen war unter anderem die 500 Meter lange, auf 1400 m ü. M. im Felsgrat der Aiguille liegende Galerie mit den 10,5-cm-Kanonen: vier Kanonen Front Nord (batterie des Buits), vier Front Süd (batterie Plex) und zwei Front Ost (batterie Rosseline).
2007 startete das Kommando 35, die erste Infrastruktur/Hauptquartier sowie Festungsartillerie Rekrutenschule in Dailly unter dem Namen Infra/HQ S 35 und CCIDD (Centre de Compétence Infrastructure Défense Dailly). Es wurde im Lehrverband Panzer und Artillerie (LVb Pz/Art) eingegliedert. 2010 wurde beschlossen, das CCIDD aufzulösen und mit der mechanisierten Artillerie in Biere zu vereinen. Die Ausbildung fand jedoch nicht mehr statt. 2011 fiel der letzte Schuss der letzten verbliebenen Festungsartillerieabteilung (Fest Art Abt 13). Seit 2010 fanden in Dailly nur noch die Infrastruktur/Hauptquartier Rekrutenschule mit eigener Unteroffiziers- und Offiziersschule sowie taktischem Lehrgang (TLG) statt. Im Jahr 2012 wurde die Infra/HQ Offiziersschule in die Panzer/Artillerie Offiziersschule in Thun und die Unteroffiziersschule in die Rekrutenschule integriert (Ausbildungssystem "4–4–1").
Ende 2017 wurde der Waffenplatz Dailly geschlossen und die Armee zog aus.
Seit Anfang 2020 findet die Rekrutenschule der MP S 19 in Dailly statt. Es werden Militärpolizeisoldaten sowie Militärpolizei Grenadiere auf dem Waffenplatz Dailly ausgebildet. Mitte 2022 wurden die Kaserne den Infanterie Sicherungssoldaten zugeteilt und die Militärpolizei zügelte in die Kaserne Sitten.

## Werke
Die Festung besteht aus den drei Artilleriewerken Savatan (A 200), Dailly (A 250) und Dailly-Aiguille und ist die grösste Einheit des Festungsgebiets Saint-Maurice.

### Lage und Auftrag
Die Werke befinden sich auf der Südwestseite der L`Aiguille (1488 m ü. M.). Auf der ersten Terrasse des Geländevorsprungs liegt das Artilleriewerk Savatan auf rund 650–750 Meter. Auf der darüber liegenden Terrasse liegen die Artilleriewerke Dailly und L’Aiguille auf rund 1250–1400 Meter.
Savatan hatte die Aufgabe eines Sperrforts. Die überhöhten Stellungen Dailly und L’Aiguille hatten Savatan zu schützen, Feuerunterstützung zu geben und alle Stellungen auf dieser Talseite zu beherrschen. Damit diese ihrerseits nicht von überhöhten Stellungen auf dem Gebirgskamm oder dem Dent de Morcles (2969 m ü. M.) beherrscht werden konnten, wurde dort eine Höhenverteidigung mit Schutzforts eingerichtet.

### Ausbauetappen
Ende 1894 konnten der Truppe die fertig gestellten Festungen Savatan und Dailly übergeben werden:
In Savatan waren betonierte Stellungen für vier 12-cm-Panzerhaubitzen und mit 8,4-cm-Kaponierenkanonen und Maschinengewehren bestückte Flankiergalerien an der Nordostfront samt Schiessbüros, Munitionsmagazinen und Unterkünften erstellt worden. Für die Aussenverteidigung durch die Infanterie gab es vier mobile 5,3-cm-Schnellfeuerkanonen, Beobachtungsposten, unterirdische Telefonleitungen und an allen Fronten Schützengräben und -nester sowie Unterstände.
In Dailly gab es sechs 12-cm-Kanonen auf Saint-Chamond-Verschwindlafetten Modell 1882 (Reichweite 9–10,5 km) auf Schienen in einem Graben samt Geschützunterständen und Munitionsmagazine (Batterien E1, E2, E3 im Sektor Righi). Die Flankiergalerie Batterie de Morcles flankierte die Südfront von Dailly mit zwei 8,4-cm-Kasemattkanonen. Für die Aussenverteidigung waren Infanterielinien, Schützengalerien, Verschanzungen, steile Grabenwände und zwei 5,3-cm-Schnellfeuerkanonen auf Schienen oder Transportwagen samt Beobachtungsposten, unterirdische Telefonverbindungen, Strassen, Wege und Wasserversorgung vorhanden.
Zwischen 1895 und 1903 wurden in Dailly und Savatan Stellungen für zwei 12-cm-Positionsgeschütze (Panzerhaubitze Modell 1891, Batterie O6 in Dailly, Reichweite 5,9–7 km 360°) sowie unterirdische Kasernen, Kommando- und Beobachtungsposten (Feuerleitung und Aussenverteidigung), Unterstände für die Positionsgeschütze, Lebensmittelmagazine und Bäckereien, Bäder und Trockenkammern angelegt.

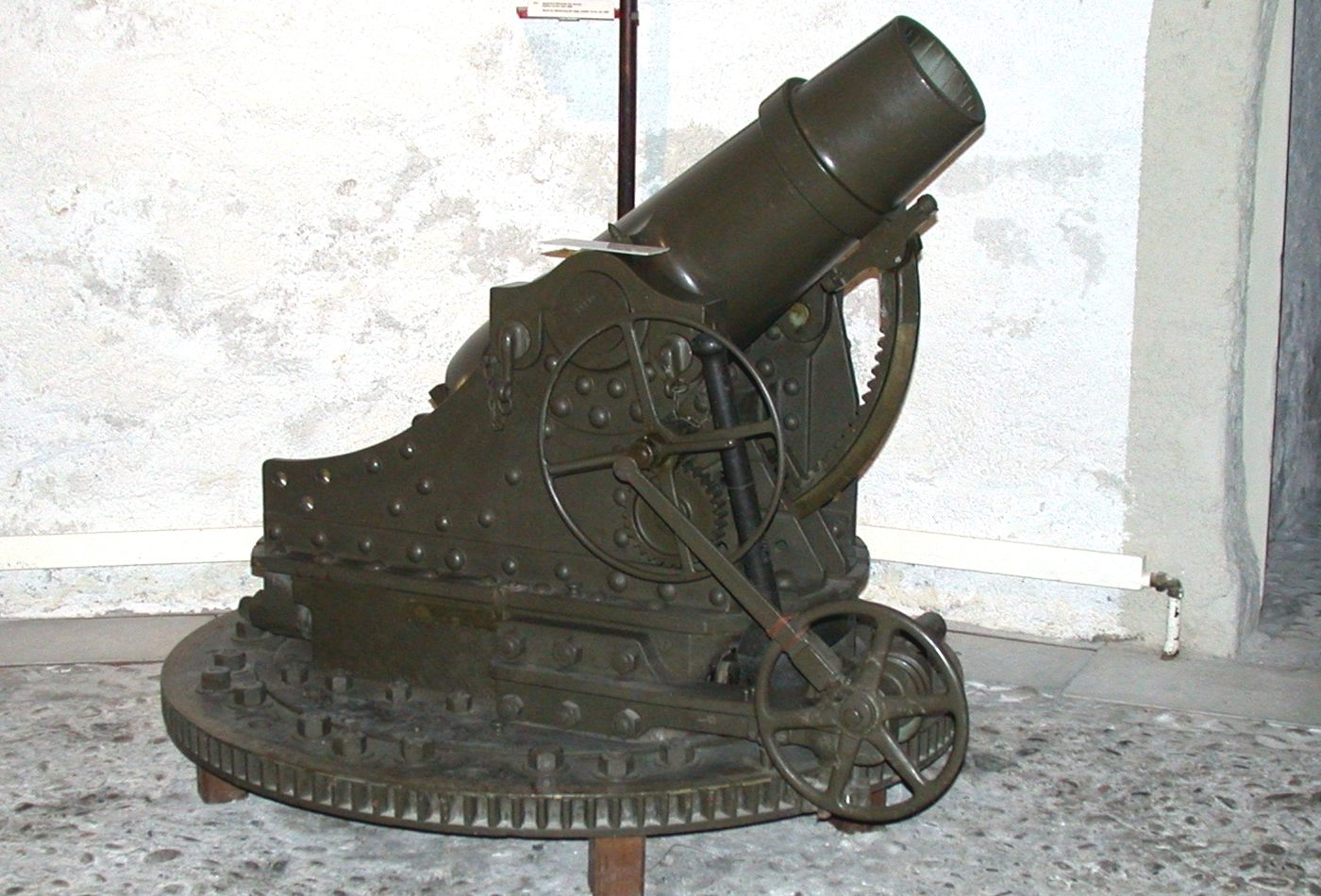
15-cm-Positionsmörser

In Dailly-Aiguille wurde das einzige 15-cm-Positionsgeschütz Mod. 1877 der Schweiz (Batterie M15, Reichweite 3 km 360°) sowie zwei 10,5-cm-Kanonen der Positionsartillerie (Batterie Rossignol) samt Gebäuden für Munition und Mannschaften eingebaut. Dazu kamen zwei 15-cm-Hinterladermörser Mod. 1881 in einem kleinen Turm.
Savatan erhielt eine fünfte 12-cm-Panzerhaubitze und im Forêt des Buis wurde die Front Dailly-Aiguille zusammengeschlossen.
Zwischen 1904 und 1910 wurden offene Geschützstellungen in gedeckte Waffenstellungen, betonierte und gepanzerte Kasematten (Batterie Golèze, Aiguille) umgebaut:
Ab 1904 wurden elektrische, mit Alkohol betriebene Zentralen in den Forts installiert, um vom Zivilnetz im Ernstfall unabhängig zu sein. Erstmals wurden Scheinwerfer zur Gefechtsfeldbeleuchtung eingesetzt.
In der vierten Bauperiode zwischen 1911 und 1920 wurden Verbesserungen und Verstärkungen (1920: 65 Geschütze in der Festung Saint-Maurice) vorgenommen. Für die Höhenverteidigung wurde die ganze Bergkette (von Croix-de-Javernaz zum Dent-de-Morcles), die Dailly beherrschte, befestigt (7,5-cm-Kanone in Stellung auf der Dent-de-Morcles). Dailly erhielt vier Batteriestellungen für 10,5-cm-Feldhaubitzen (Batterien Observatoire, Righi, Plan, Rossignol), Evionnaz eine Batteriestellung für mobile 5,3-cm-Panzertürme, das Werk Scex wurde ausgebaut (Krankenstation, Seilbahn).
Nach dem Ersten Weltkrieg wurden alte Geschütze (10,5-cm-Kanonen von Dailly oder 15-cm-Mörser von Aiguille) ersatzlos entfernt. 1928 waren auf Savatan nur vier 12-cm-Panzerhaubitzen und in Dailly eine 12-cm-Panzerhaubitze (Batterie O6) kampftauglich. Mitte der 1930er-Jahre wurde als Ersatz für den 15-cm-Mörser eine zweite Panzerhaubitze Modell 1891 (Batterie O5) angeschafft. Die sechs 12-cm-Kanonen waren dem Feuer der Artillerie und der Flieger ausgesetzt.
Während des Zweiten Weltkriegs wurden zahlreiche Sperrstellen errichtet und in Savatan und Dailly zwei 10,5-cm-Panzerturmkanonen eingebaut. 1946 wurden Savatan und Dailly mit einer unterirdischen Standseilbahn verbunden.
Im Kalten Krieg wurden auf Dailly die zwei (T1 und T2, ursprünglich waren sechs geplant) einzigen gebauten 15-cm-Panzerturmkanonen L/42 1958 (Reichweite 24 km) und eine unterirdische Standseilbahn vom Werk Dailly zum Panzerturm T1 installiert. Dazu kamen 12-cm-Festungsminenwerfer und Türme von Staghound-Panzerspähwagen mit Maschinengewehr 11 zur Nahverteidigung sowie zwei 15-cm-Übungsgeschütze zu Ausbildungszwecken. In Savatan wurde eine unterirdische Kaserne mit ABC-Schutz für 300, in Dailly für 650 Mann (Ersatz der Kaserne auf dem Aiguille-Grat) gebaut.
Nach dem Ende des Kalten Krieges wurde die gesamte schwere Artillerie (ohne Festungsminenwerfer, die heute zu den Infanteriewaffen zählen) ausgemustert und durch eine Bison-Batterie und den 12-cm-Festungsminenwerfer Rosseline A 404 ersetzt ⊙.

### Bewaffnung
Savatan verfügte über eine Positionsartillerie mit vier 12-cm-Geschützen, fünf 12-cm-Haubitzen 1891 Typ Schumann in Panzertürmen, 8,4-cm-Geschützen in Flankiergalerien und 5,3-cm-Schnellfeuerkanonen für die Aussenverteidigung im Vorgelände.
Dailly verfügte anfänglich über sechs 12-cm-Kanonen 1893 Krupp auf St-Chamond-Verschwindlafette (Batterien E1, E2, E3). 1940 wurde die Artillerie mit zwei 10,5-cm-Turmkanonen Modell 1939 L/52 (Batterie Planaux, Reichweite 20–24 km 360°) und zehn 10,5-cm-Feldkanonen in Felskasematten (Dailly Nord) verstärkt. Beim Wiederaufbau 1948 nach der Munitionsexplosion wurden letztere durch vier 10,5-cm-Kanonen (Batterien Dailly Nord links und rechts) ersetzt und zusätzlich zwei automatische 15-cm-Turmkanonen gebaut (T1, T2). Im Fort war die Abteilungsfeuerleitstelle untergebracht.
| Kaliber cm | Geschütze 1894–2011                | Anzahl | Modell | von  | bis       | Batterie                             | Reichweite km | Richtung | Sektor          | ersetzt      | Befestigung         |
| ---------- | ---------------------------------- | ------ | ------ | ---- | --------- | ------------------------------------ | ------------- | -------- | --------------- | ------------ | ------------------- |
| 15         | Krupp fretté "Le gros Fritz"       | 1      | 1877   | 1894 | 1930      | C15                                  | 8,5           | Nord/Süd | Aiguillekrete   |              | offen               |
| 8,4        | Kanonen                            | 2      | 1879   | 1894 |           | Morcles                              | 7             | Morcles  | Righi           |              | Kasematte           |
| 15         | Mörser Hinterlader                 | 2      | 1881   | 1894 | 1925      | M15                                  | 3             | 360°     | westlich Gipfel |              | Tarnabdeckung       |
| 10,5       | Kanonen Fornerod-Krupp             | 2–4    | 1881   | 1894 | 1930      | C10, Aiguille                        | 10            | Nord/Süd | Aiguillekrete   |              | offen               |
| 12         | Kanone St. Chamond                 | 4–6    | 1882   | 1894 | 1923      | E1 E2 E3                             | 9–10,5        | 360°     | Righi           | C10          | Verschwindplattform |
| 12         | Kanonen L/25                       | 6–8    | 1882   | 1894 | 1923      | Observatoire, Rossignol, Plan, Righi | 8             | Nord/Süd | Righi, Plan     |              | offen               |
| 5,3        | Fahrpanzer/Schnellfeuerkanonen     |        | 1887   | 1894 | 1940      |                                      | 3             |          |                 |              | Garage              |
| 12         | Haubitze L/13                      | 2      | 1891   | 1894 | 1940      | Hb6                                  | 6–7           | 360°     | östlich Gipfel  |              | Tarnabdeckung       |
| 12         | Haubitze                           | 2      | 1891   | 1935 | 1940      | Hb5                                  | 6–7           | 360°     | westlich Gipfel | 1 Mörser M15 | Tarnabdeckung       |
| 7,5        | Kanonen                            | 2      | 1903   | 1907 | 1940      | Aiguille                             | 9             | Javerne  | Aiguillekrete   |              | Kasematte           |
| 7,5        | Kanonen                            | 2      | 1903   | 1909 | 1940      | Golèze                               | 9             | Demècre  | Aiguillekrete   |              | offen               |
| 12         | Feldhaubitzen                      | 6–8    | 1912   | 1923 | 1930      | Observatoire, Rossignol, Plan, Righi | 6,6           | Nord/Süd | Righi, Plan     | Modell 1882  | offen               |
| 8,1        | Minenwerfer (Mörser)               | 4      | 1933   |      |           |                                      |               |          |                 |              |                     |
| 10,5       | Kanonen Bofors                     | 10     | 1935   | 1946 | 1946 Plex | Buits, Plex, Rosseline               | 18            | Nord/Süd | Aiguillekrete   | alle offene  | Kasematte           |
| 10,5       | 10,5-cm-Festungsgeschütze L/42     | 4      | 1935   | 1950 | 2003      | Dailly Nord links und rechts         | 18            | Nord     | Aiguillekrete   |              | Kasematte           |
| 7,5        | Kanonen                            | 2      | 1939   | 1940 | 1980      | Golèze                               |               | Demècre  | Aiguillekrete   | Modell 1903  | unter Fels          |
| 10,5       | Turmkanonen                        | 2      | 1942   | 1940 | 1994      | Planaux                              | 20–24         | 360°     | Planaux         |              | unter Fels          |
| 9          | Panzerabwehrkanone L57             | 1      | 1950   |      |           |                                      |               |          |                 |              |                     |
| 8,1        | 8,1-cm-Festungsminenwerfer 1956/60 | 4      | 1956   | 1957 | 1994      | Mw3,4,5,6                            | 4,5           | 360°     | Righi, Gipfel   | Hb5, Hb6     | unter Fels          |
| 12         | 12 cm Festungsminenwerfer 1959     | 1      | 1959   | 1960 | 1994      | 12 cm Mw3                            | 8,8           | 360°     | westlich Gipfel |              | unter Fels          |
| 15         | Turmkanonen L42                    | 2      | 1958   | 1962 | 1994      | T1 T2                                | 30            | 360°     | Righi, Planaux  |              | unter Fels          |

Festungswaffen und mobile Waffen im Fort Dailly (Stand 1995):
- 2 Turmkanonen 15 cm L/42 1958 (T1 und T2, Eidgenössische Konstruktionswerkstätte Thun)[11]
- 2 Turmkanonen 10,5 cm L/52 1939 (Batterie Planaux)
- 4 Kanonen 10,5 cm L/42 1939 (Galerie "Rossignol" mit den zwei Batterien "Dailly Nord")
- 4 Festungsminenwerfer 8,1 cm 1956/60 A 0250 (Mw3, 4, 5, 6) Schweizer Landeskoordinaten 568399 / 117500
- 1 Festungsminenwerfer 12 cm 1959/83 (12 cm Mw3)
- 1 Panzerabwehrkanone 9 cm 1950/57
- 17 Festungsmaschinengewehre 1951/80
- 4 Minenwerfer (Mörser) 8,1 cm 1933
- 4 Maschinengewehre 1951

Festungswaffen und mobile Waffen im Savatan inférieur (Stand 1995):
- 2 Festungsminenwerfer 8,1 cm 1956/60, A 0200 567449 / 117590

### Militärseilbahnen
Die 1946 eröffnete 560 m lange unterirdische Standseilbahn Z102 mit Ausweiche verbindet die Talstation Savatan supérieur 868 m ü. M. (568101 / 117605) mit der Bergstation Fort Dailly 1256 m ü. M. (568396 / 117497) mit Antrieb in der Bergstation. Es ist die steilste Standseilbahn mit Ausweiche und hat eine Steigung von 45,57 Grad (102 %). Die entklassifizierte ehemalige Militärbahn darf seit 2008 nur noch zur Kontrolle der Installationen und des Stollens verwendet werden.
Durch den Tunnel der Seilbahn versorgt das Fort Savatan das Fort Dailly mit elektrischem Strom und Telefonverbindungen und Savatan erhält sein Wasser von Dailly.
Die 1962 eröffnete und 66 Meter lange Standseilbahn (Schrägaufzug, Windenbahn mit Antrieb in der Bergstation) verband das Fort Dailly Artilleriewerk 1256 m ü. M. mit der Bergstation Fort Dailly Tourelle du canon 15cm T1 1306 m ü. M. Damit konnte das Festungspersonal von der Festung zum 15 cm Panzerturm (T1) hinauf fahren. Die Anlage wurde 1995 aus der Geheimhaltung entlassen und bis zur Stilllegung 2012 als Zugang zur Ventilation der Festung verwendet.

## Zugeteilte Truppen (Stand 1995, Truppenordnung 95)
Die Festung gehörte zum Einsatzraum (Unterwallis) der Walliser Gebirgsbrigade 10 (ab 1952 Festungsbrigade 10):
- Festungsabteilung Typ B (29 Offiziere, 101 Unteroffiziere, 485 Soldaten) als Fortbesatzung
  - Stab (6 Offiziere) als Fortkommando
  - Festungsinfanteriekompanie (9 Offiziere, 42 Unteroffiziere, 203 Soldaten) zur Aussenverteidigung
  - Festungsartilleriekompanie (7 Offiziere, 25 Unteroffiziere, 125 Soldaten) als Festungsartillerie
  - Festungsdienstkompanie (7 Offiziere, 34 Unteroffiziere, 157 Soldaten) als Werkkompanie (Werkbetrieb, Logistik)

## Polizei-Akademie Savatan
Seit 2005 wird auf dem Waffenplatz St. Maurice-Lavey (VD/VS) in Savatan die Polizei-Akademie Savatan gemeinsam von den Kantonen Waadt und Wallis und der Schweizer Armee betrieben. Die Partnerschaft wurde 2014 auf Ende 2019 verlängert. Die Schule wird zweisprachig (französisch/deutsch) geführt.

## Museum Fort Dailly
Das Fort Dailly wurde zusammen mit anderen Werken der Festung Saint-Maurice als militärhistorisches Kulturgut von nationaler Bedeutung eingestuft.
Von April 2014 an wurden für die Öffentlichkeit Führungen durchgeführt. Es konnten zwei mit Lift verbundene Bereiche besichtigt werden:
- Bereich 1 Eingang: 15-cm-Turmkanone 1958 L/42 T1, Munitionsmagazin, Batteriefeuerleitstelle, Bergstation der Standseilbahn Savatan – Dailly.
- Bereich 2 Galerie Rossignol: zwei Batterien von Dailly Nord, 10,5-cm-Kanone 1939 L/42, Munitionsmagazin, Batteriefeuerleitstelle, Fotoausstellung zur Explosion vom 28. Mai 1946, Historisches Museum

Seit Oktober 2021 sind diese Führungen entfallen, da auf dem durch die Militärpolizeigrenadier-Rekrutenschule wiederverwendeten Waffenplatz Dailly keine zivilen Besucher mehr erwünscht sind. Als Ersatz dafür werden durch die Organisation CIPAD seit dem 1. Mai 2022 Besichtigungen im Anlagenteil Planaux angeboten. Dabei können besucht werden:
- die 15-cm-Turmkanone 1958 L/42 T2, Munitionsmagazin, Batteriefeuerleitstelle, Unterkunft
- die beiden 10.5-cm-Turmkanonen 1939 L58 'St. Maurice' und 'Ste. Barbe'
- der 12-cm-Zwillings-Festungsminenwerfer-Bunker (Typ F) A 404 Prabenaux/Les Planaux